# دييغو فارياس
دييغو فارياس (بالبرتغالية: Diego Farias da Silva‏) (10 مايو 1990 بسوروكابا في البرازيل - ) هو لاعب كرة قدم برازيلي في مركز الهجوم. لعب مع كييفو فيرونا ونادي بادوفا ونادي ساسولو ونادي فوجيا ونادي كالياري وهيلاس فيرونا وإيه جي نوسرينا 1910 ‏.

## روابط خارجية
- دييغو فارياس على موقع قاعدة بيانات كرة القدم.إي يو (الإنجليزية)
- دييغو فارياس على موقع Soccerway.com (الإنجليزية)
- دييغو فارياس على موقع عالم كرة القدم.نت (الإنجليزية)
- دييغو فارياس على موقع AS.com (الإسبانية)